# Acollesis oxychora
Acollesis oxychora là một loài bướm đêm trong họ Geometridae. Loài này được Prout miêu tả khoa học lần đầu tiên năm 1930.